# Massif du Montnegre
Le massif du Montnegre fait partie de la Cordillère littorale catalane. Il culmine à 766 mètres d'altitude au Turó d'en Vives (ca).
C'est, avec la cordillère du Corredor (ca), une partie du parc naturel du Montnegre et le Corredor, géré par le réseau de parcs de la députation de Barcelone.

## Toponymie
Montnegre (« mont Noir ») provient de l'épaisse couverture de forêts de chêne vert.

## Géographie
Le Montnegre se situe dans la partie nord de la comarque du Maresme et une partie de la comarque du Vallès Oriental, entre le fleuve Tordera, la rivière de Vallalta (ca) et la mer Méditerranée. Il a une superficie de 15 000 hectares. Il est couvert à 95 % de forêts avec par endroits une végétation de caractère continental.

## Histoire
Le Montnegre est peuplé depuis l'époque néolithique, comme en témoigne le dolmen de Pedra Gentil (ca) à Vallgorguina. 

## Activités

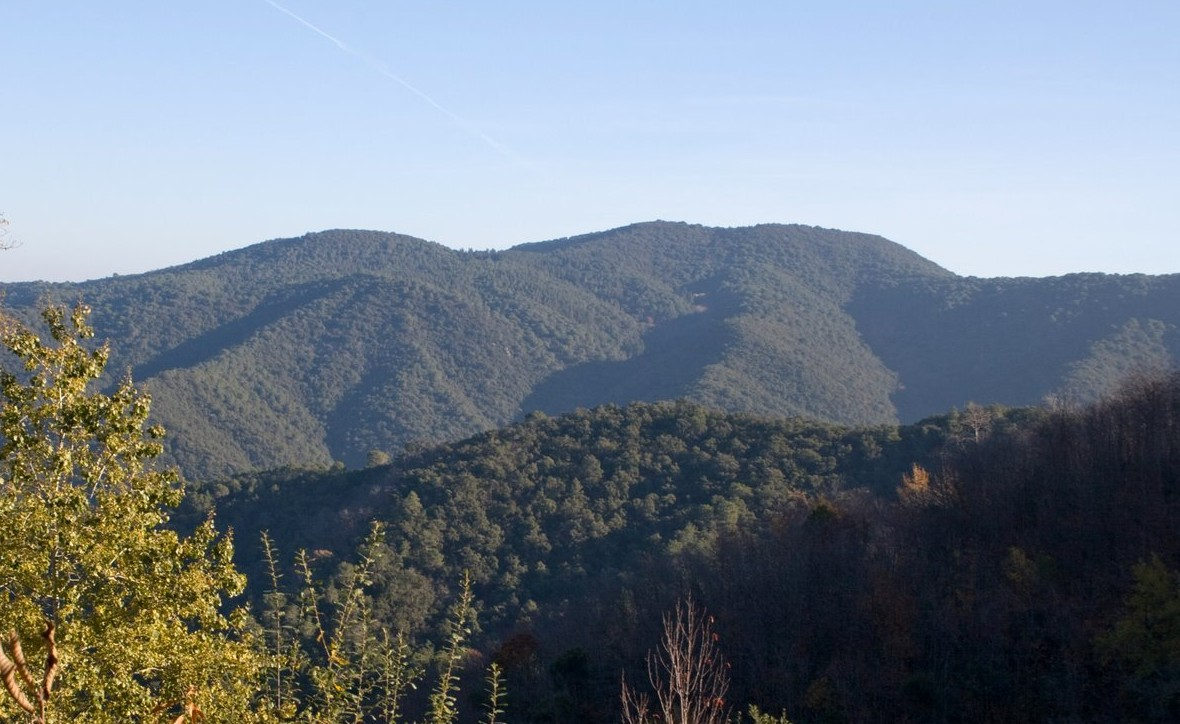
Vue du Montnegre.

L'agriculture a pratiquement disparu. Aujourd'hui son territoire est consacré aux loisirs et activités récréatives.
Des sites comme la rivière de Fuirosos, l'ermitage de l'Eola, Sant Martí de Montnegre (ca) ou Hortsavinya en font un territoire de choix pour l'excursionnisme.